# Jungle Bride
Jungle Bride è un film statunitense del 1933, diretto da Harry Hoyt e Albert H. Kelley.

## Trama
Un uomo è stato incarcerato, ma sua sorella Doris Evans è convinta che sia innocente. Grazie ad una campagna stampa senza scrupoli il giornalista John Frankin, fidanzato di Doris, è riuscito a far cadere molti sospetti su colui che crede essere il vero colpevole: Gordon Wayne, che, sentendosi, a torto o a ragione, braccato, si imbarca, col suo amico Eddie, su una nave diretta in Sudafrica. Doris e John, nel tentativo di smascherarlo e consegnarlo alla giustizia, si imbarcano a loro volta sulla stessa nave.
La nave fa naufragio al largo delle coste africane, ed i quattro, Doris, John, Gordon ed Eddie trovano rifugio in un tratto di costa disabitata, circondato dalla fitta giungla. Qui organizzano la loro difficile vita nella natura a tratti ostile, mentre si danno da fare, senza esito, nel cercare una possibile via di uscita verso zone civilizzate. Mentre John persiste nel suo atteggiamento intransigente nei confronti di Gordon, che ritiene essere un delinquente, Doris rimane colpita dalle doti umane e dalla generosità di Gordon, al punto da distaccarsi progressivamente dal suo legame col fidanzato mentre si sente attratta, ricambiata, da Gordon.

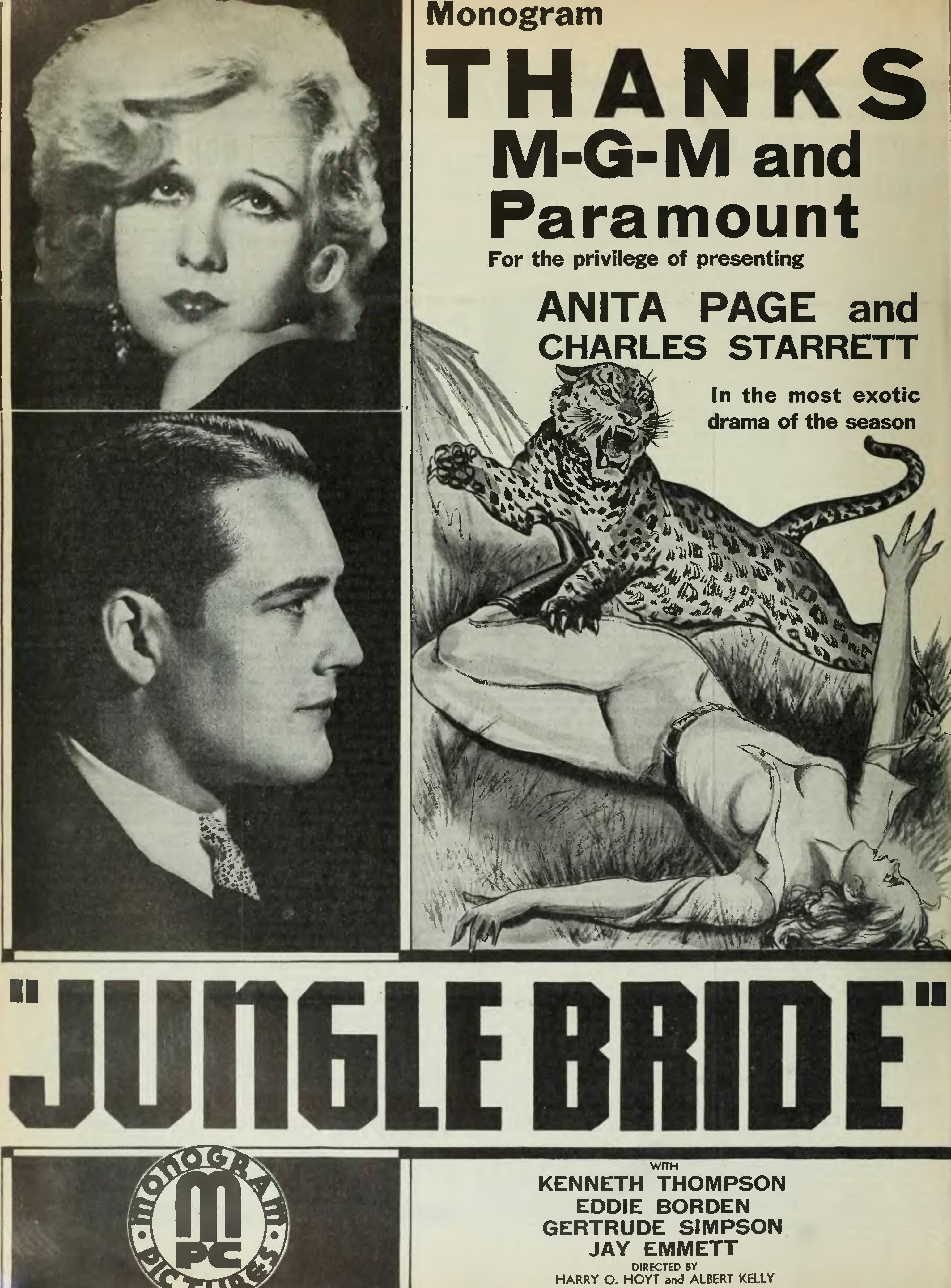
1932

Una notte avvistano il relitto della nave naufragata, che le correnti hanno portato lentamente verso la costa: su di esso trovano il capitano, malamente ferito. Doris gli chiede se ha l’autorità di unire i passeggeri in matrimonio. Dopo la risposta affermativa, Doris e Gordon si sposano, con grande disappunto di John. Poco dopo il capitano spira.

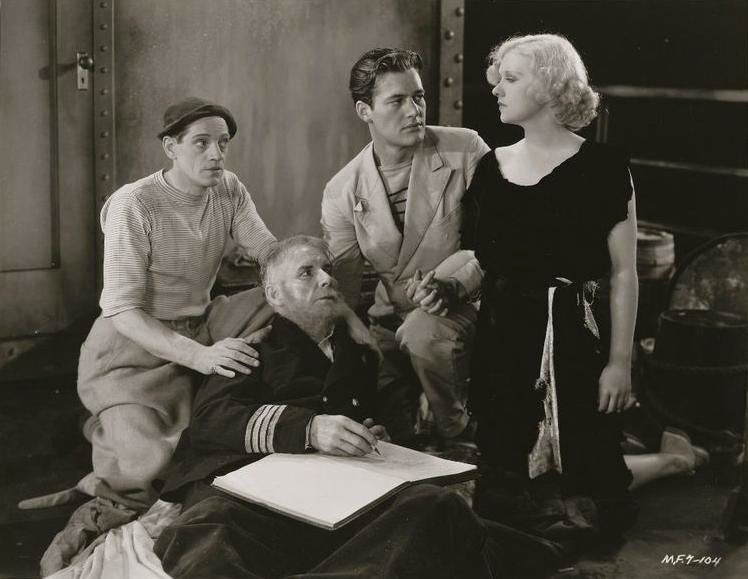
1933

Tempo dopo una nave incrocia presso la costa, e li trae in salvo. Si apprende anche che il fratello di Doris, colpito a morte dopo una tentata evasione, abbia in punto di morte confessato una verità che ha completamente scagionato Gordon. Doris e Gordon, prima di tornare alla civiltà, tuttavia, decidono di aspettare il successivo passaggio della nave, previsto una decina di giorni più tardi, per poter trascorrere la loro luna di miele nella capanna che hanno costruito fra tante avversità.